# Vänga socken
Vänga socken i Västergötland ingick i Vedens härad, ingår sedan 1974 i Borås kommun och motsvarar från 2016 Vänga distrikt.
Socknens areal är 32,26 kvadratkilometer varav 28,01 land. År 2000 fanns här 304 invånare.  Sockenkyrkan Vänga kyrka i Vänga ligger i socknen.   

## Administrativ historik
Socknen har medeltida ursprung. 
Vid kommunreformen 1862 övergick socknens ansvar för de kyrkliga frågorna till Vänga församling och för de borgerliga frågorna bildades Vänga landskommun. Landskommunen uppgick 1952 i Fristads landskommun som 1974 uppgick i Borås kommun. Församlingen uppgick 2010 i Fristads församling.
1 januari 2016 inrättades distriktet Vänga, med samma omfattning som församlingen hade 1999/2000.
Socknen har tillhört län, fögderier, tingslag och domsagor enligt vad som beskrivs i artikeln Vedens härad. De indelta soldaterna tillhörde Älvsborgs regemente, Vedens kompani.

## Geografi
Vänga socken ligger norr om Borås kring Säveån med sjön Ärtingen i öster och Säven i väster. Socknen har odlingsbygd vid ån och är i övrigt en höglänt skogsbygd.

## Fornlämningar
Boplatser från stenåldern är funna. Från järnåldern finns ett gravfält.

## Namnet
Namnet skrevs 1485 Vänga och kommer från kyrkbyn. Namnet innehåller vång, 'en bys inhägnade ägor i motsats till utmarker' betydelsen kan här också vara 'något böjt' då med oklar tolkning.